# 卡斯特罗孔特里戈
卡斯特罗孔特里戈，是西班牙卡斯蒂利亚-莱昂莱昂省的一个市镇。 总面积195平方公里，总人口1114人（001年），人口密度6人/平方公里。